# (3943) Silbermann
(3943) Silbermann est un astéroïde de la ceinture principale.

## Description
(3943) Silbermann est un astéroïde de la ceinture principale. Il fut découvert le 3 septembre 1981 à Tautenburg par Freimut Börngen. Il présente une orbite caractérisée par un demi-grand axe de 2,27 UA, une excentricité de 0,19 et une inclinaison de 6,5° par rapport à l'écliptique.

## Compléments